# Brdavs
Brdavs je glavni antijunak Martina Krpana v Levstikovem delu Martin Krpan.

## Opis Brdavsa
Glavna junaka v povedki sta Krpan in Brdavs. Krpan je opisan kot silen, odločen, kmečki človek z Vrha pri Sveti Trojici, ki se je ukvarjal s tihotapljenjem soli; Brdavs pa je bojevnik, ki je na Dunaju vabil junake na dvoboje, iz katerih ni nihče prišel živ.
Ime Brdavs pomeni zarobljenec, neotesanec ali surovež. Tako so ga imenovali, ker je bil velikan neusmiljenega srca, saj je umoril vsakega, kogar je obvladal. V boj je vabil vse junake tedanjega cesarstva.  Njegova žrtev je bil tudi cesarjev sin. Cesar je poklical Martina Krpana na Dunaj, da bi se bojeval z Brdavsom. Krpan je Brdavsa premagal in mu odsekal glavo. Za zmago je dobil dovoljenje za tovorjenje angleške soli in mošnjo zlatnikov.

## Nova različica mita
Z vprašanjem porekla Brdavsa so se ukvarjali tudi nekateri slovenski antropologi. Bojan Baskar pravi, da nekateri avtorji menijo, da je Brdavs Turek, večina pa se o njegovem izvoru ne more zediniti.
Bojan Baskar v svojem članku navaja novo različico mita, ki ga je razvil tržaški avtor Carlo Luigi Cergoly oz. grof Carlous Cergoliy L. Serini, ki je bil avstronostalgik. Članek ni bil predstavljen širšemu krogu bralcev. V noveli Fermo la in poltrona je Tržačan določene elemente spremenil ali dodal. V tej verziji se Brdavs pojavi kot poveljnik Turkov, ki oblegajo Dunaj leta 1683, Krpan pa nastopi kot odrešitelj imperija.
V noveli Kompleks vladarja (pet let kasneje) je spremenil Krpana v kulturnega junaka, ki je prinesel kavo na Dunaj. Ko je ubil Brdavsa, je vstopil v njegov šotor, kjer je videl vreče z nenavadnim zrnjem in jih odnesel s seboj. Ker je bil Krpan neveden, je zamenjal kavo za pšenico. V tej zgodbi nastopa Krpan kot legenda, ki prinese kavo v mesto kot vojni plen iz turškega šotora. Nekateri raziskovalci iz znanstvenih krogov menijo, da je Cergoly naredil ponaredek.